# NGC 1532
NGC 1532是一個側面面對地球的棒旋星系，天球上位於波江座。 在該星系中曾發現超新星SN 1981A。

## 棒狀結構
NGC 1532是多個側面面對地球的其中一個螺旋星系，並且有一個盒狀核球。這表示該星系的核球其實有棒狀結構。正面面對地球的棒旋星系可以很容易看到棒狀結構。但如果是跟NGC 1532一樣測面面對地球的棒旋星系，則需要謹慎分析以分辨核球與棒狀結構。

## 伴星系與交互作用
NGC 1532可能和數個附近的矮星系有交互作用。而該星系明顯和另一個不規則矮星系NGC 1531有重力交互作用。兩者之間的潮汐力使NGC 1532盤面上產生了不尋常的柱狀雲氣.。
NGC 1532也是天爐座星系團的外圍成員星系。

## 外部連結
- NASA's APOD: NGC 1531/2 (7/10/1998)（页面存档备份，存于）
- NASA's APOD: Interacting Galaxies (3/1/05)（页面存档备份，存于）
- NASA'S APOD: Galaxies in the River (2/10/16)（页面存档备份，存于）
- WikiSky上关于NGC 1532的内容：DSS2, SDSS, GALEX, IRAS, 氢α, X射线, 天文照片, 天图, 文章和图片